# Venă jugulară externă
Vena jugulară externă colectează cea mai mare parte a sângelui din exteriorul craniului și părțile profunde ale feței, fiind formată prin joncțiunea diviziunii posterioare a venei retromandibulare cu vena auriculară posterioară.

## Anatomie
Aceasta începe în peretele glandei parotide, la nivelul unghiului mandibulei și coboară perpendicular pe gât, în direcția unei linii trase de unghiul mandibulei până la mijlocul părții superficiale a claviculei până la mușchiul sternocleidomastoidian . 
Pe parcursul său traversează oblic mușchiul sternocleidomastoidian, iar în zona triunghiul subclavicular perforează fascia profundă și se termină în vena subclaviculară laterală sau în fața mușchiului scalen anterior, străpungând acoperișul triunghiului posterior . 
Este separată de mușchiul sternocleidomastoidian prin stratul învelitor al fasciei cervicale profunde și este acoperit de mușchiul platysma, fascia superficială și integument; traversează nervul cervical cutanat, iar jumătatea superioară a acesteia se desfășoară paralel cu marele nerv auricular. 

### Valve
Vena jugulară externă este prevăzută cu două perechi de valve, perechea inferioară fiind plasată la intrarea sa în vena subclaviculară, cea superioară în majoritatea cazurilor aproximativ 4 cm deasupra claviculei. Porțiunea venei dintre cele două seturi de valve este adesea dilatată și este denumită sinus. 
Aceste valve nu împiedică întoarcerea sângelui sau trecerea fluxului de jos în sus. 

### Variabilitate
Vena jugulară externă variază ca mărime, având o proporție inversă față de celelalte vene ale gâtului, este uneori dublă. 

## Fiziologie
Această venă primește, ocazional  vena occipitală, vena jugulară externă posterioară și, aproape de terminare, venele cervicale transversale, transversal scapulare și anterioare; din țesutul parotidei se alătură o mare ramură de comunicare din vena jugulară internă. 
Vena jugulară externă se scurge în vena subclaviculară laterală la joncțiunea venei subclaviculare cu vena jugulară internă.

## Semnificație clinică
Vena jugulară externă este o venă mare folosită în medicina prespitalicească pentru acces venos atunci când paramedicul nu este în măsură să găsească o altă venă periferică.  Este frecvent utilizată în stop cardiac sau în alte situații în care pacientul nu răspunde din cauza durerii asociate procedurii. . Într-un stop cardiac folosind această venă are avantajul că paramedicul poate rămâne în față și intuba pacientul. Deși multe EMT și paramedici utilizează această venă, American Heart Association recomandă în continuare utilizarea venei cefalice . 

## Imagini suplimentare

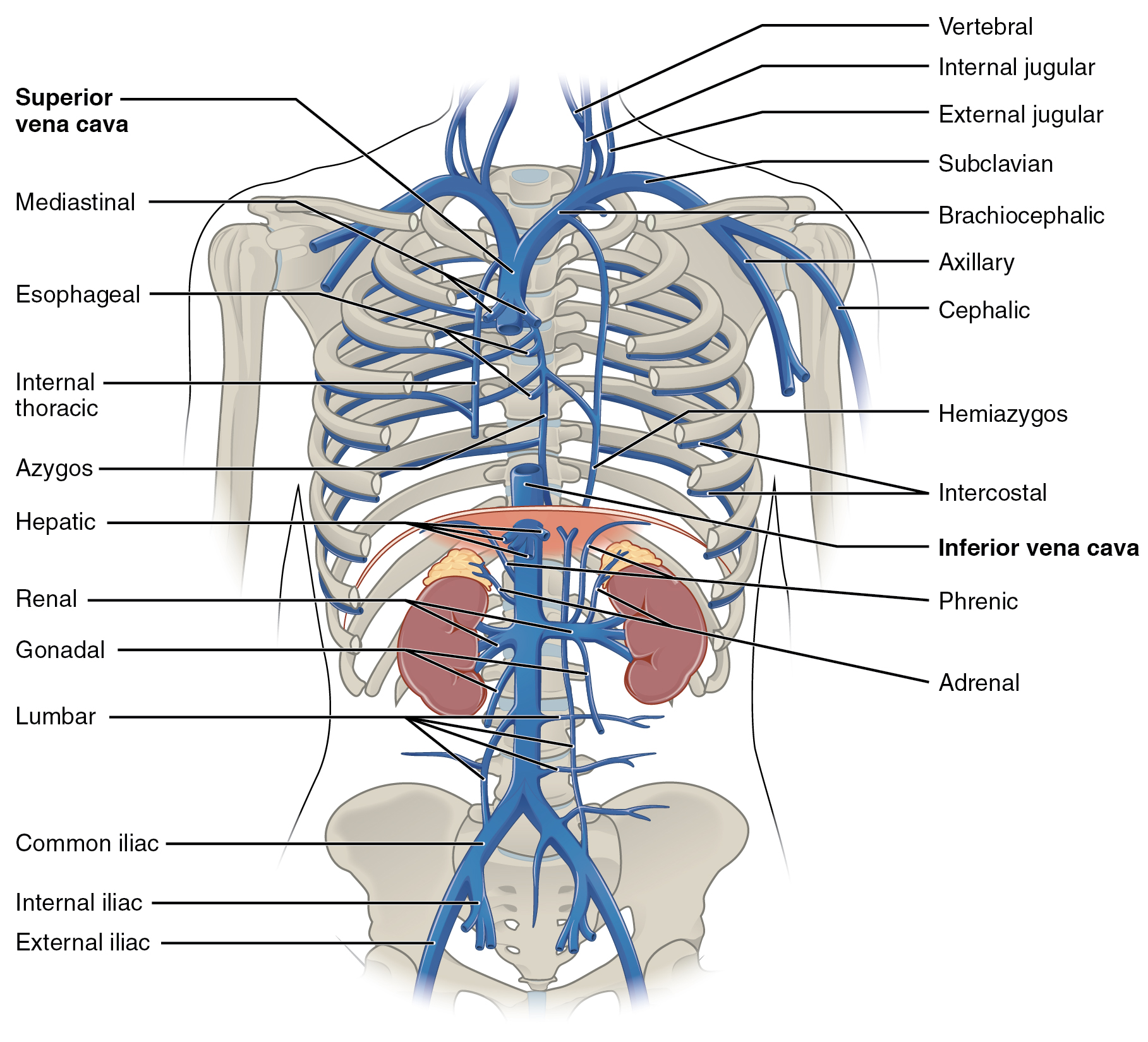
Venele regiunilor toracice și abdominale
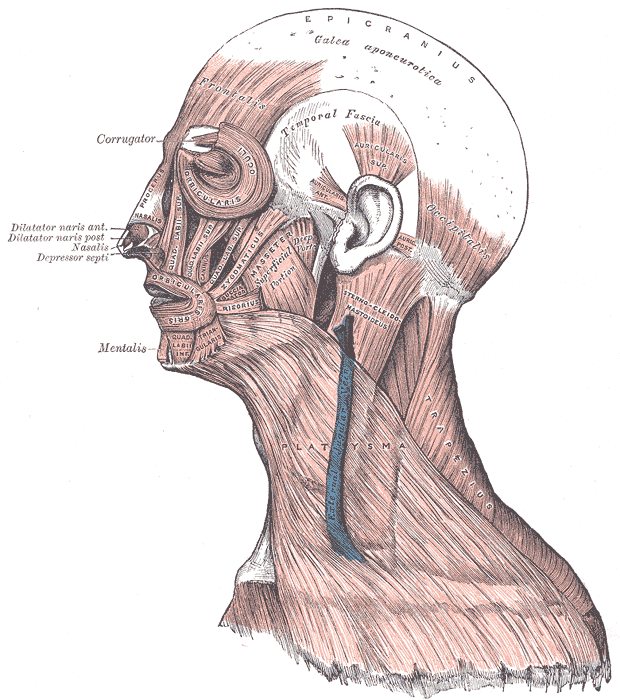
Mușchii capului, feței și gâtului.
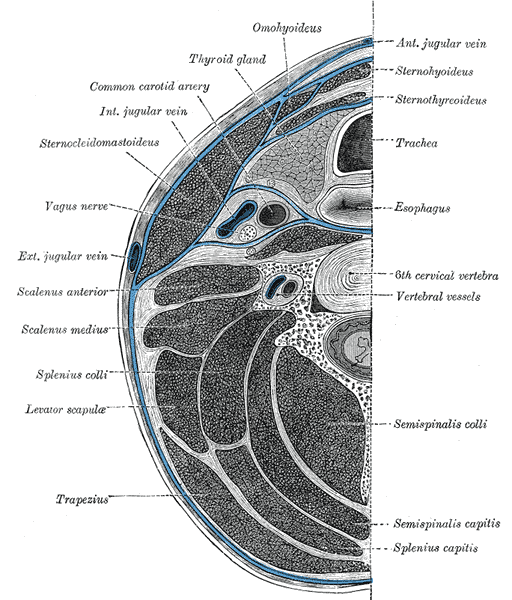
Secțiunea gâtului aproximativ la nivelul celei de-a șasea vertebre cervicale.
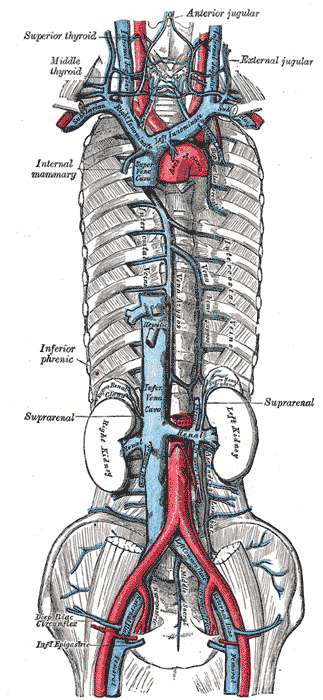
Venele cavæ și venele azygos, cu afluenții lor.